# Claus Sander
Claus Sander, död 4 september 1622, var domkyrkoorganist i Linköpings församling mellan 1607 och 1622.
Sander begravdes i domkyrkan tillsammans med sin hustru Elsa Ambjörnsdotter och gravstenen ligger kvar vid Maarten van Heemskerck altartavla, södra väggen. På gravstenen finns en inskrift ur Romarbrevets 14:e kapitel.